# Savignia kawachiensis
Savignia kawachiensis är en spindelart som beskrevs av Ryoji Oi 1960. Savignia kawachiensis ingår i släktet Savignia och familjen täckvävarspindlar. Inga underarter finns listade i Catalogue of Life.